# Amt Greene
Das Amt Greene war eines der größeren Ämter des ehemaligen Fürstentums Braunschweig-Wolfenbüttel und des späteren Herzogtums Braunschweig. Es gehörte zu den Südlichen Ämtern.

## Lage und Geographie
Das Amt Greene lag am linken Ufer der Leine in dem schmalen, von Ost nach West verlaufendem südlichen Landesteil des Fürstentums. Es gehörte dort zum sechs Ämter, zwei fürstliche Gerichte und drei Stadtkreise umfassenden Weserdistrikt. Es grenzte nach Osten an das im Harzdistrikt liegende braunschweigische Amt Gandersheim und das hildesheimische Amt Winzenburg, nach Norden an das hannoversche Amt Lauenburg und das braunschweigische Amt Gericht Brunkensen, nach Westen an das braunschweigische Amt Wickensen, und nach Süden an zwei Ämter des hannoverschen Fürstentum Grubenhagen, das Amt Salzderhelden und das Amt Rotenkirchen.
Leine und Wispe waren die einzigen Flüsse, wobei die Leine durch eine enge Schlucht hinter Einbeck auf braunschweigisches Territorium floss und im Amt nur kurz den Grenzfluss zum Amt Gandersheim bildete, bevor sie auf hildesheimischem Territorium weiter floss.
Beinahe die Hälfte des Amtes bestand um 1800 aus Wald. Die Landschaft lag hügelig und talreich zwischen drei Höhenzügen, den Kalksteingebirgen von Hube, Hils und Selter. Das Amt bestand geographisch aus drei Gebieten: einem größeren Kessel im Süden um Naensen, Stroit, Brunsen und Wenzen, mit Bartshausen im äußersten Südwesten, und Voldagsen und Holtershausen an der südlichen Grenze. Der kleinere nördliche Kessel lag um Delligsen und Kaierde. Diese beiden Gebietsteile wurden vom massiven Höhenzug des Hils mit dem sehr umfangreichen Forst Wenzen und dem Steinberger Wald getrennt. Verbunden waren der südliche und nördliche Kessel durch ein wenige Kilometer breites Tal zwischen Hils und Selter, in dem die Dörfer Ammensen und Varrigsen lagen. Erzhausen, Bruchhof und Greene lagen im äußersten Osten des Amtes, im sehr schmalen Tal zwischen Selter und Leine.
Greene als Hauptort lag zwar in der südöstlichen Ecke des Amtes, aber verkehrstechnisch günstig an der Leine. Von der Zahl der Einwohner war es dem nördlichen Hauptort Delligsen nur knapp überlegen und wurde im 19. Jahrhundert endgültig von diesem überflügelt.

## Geschichte
Nach dem Hauptort Greene wurde in mittelalterlicher Zeit der Grenigau genannt, welcher den nördlichsten Besitz des Bistums Mainz bildete. Angeblich von Kaiser Otto II. wurde das Gebiet vor dem Jahr 983 dem Stift Gandersheim verschrieben, das damit die Edelherren von Homburg belehnte. 1407 kam das Amt an das Fürstentum Braunschweig-Lüneburg und war endgültig seit 1522 eines der größeren und wichtigeren Domanialämter des Fürstentums Braunschweig-Wolfenbüttel, in der Nachfolge des Herzogtums Braunschweig.
Es ging 1833 im Landkreis Gandersheim auf, der von 1918 bis 1946 dem Freistaat Braunschweig angehörte und bis zu den Gebietsreformen ab 1972 im Wesentlichen in gleicher Form Bestand hatte. Die Gerichtsfunktion des Amtes ging 1849 auf das Amtsgericht Greene über. Unterbrochen war die kontinuierliche Verwaltungsgeschichte nur von 1807 bis 1813 in der Zeit des Königreich Westphalen, als das Amt Greene vom Kanton Greene abgelöst wurde. Dies betraf allerdings nur den südlichen Amtsteil. Der nördliche Amtsteil um Delligsen bildete mit einigen anderen angrenzenden Gebieten den Kanton Delligsen. Dazu gehörten auch hildesheimische Orte wie Groß Freden. Die Kantonsgrenze zwischen nördlichem und südlichem Amtsteil folgte dabei genau der späteren Trennung der Amtsorte in der niedersächsischen Gebietsreform ab 1974: die nördlichen Amtsorte des ehemaligen Kantons Delligsen wurden 1974 Ortsteile der Einheitsgemeinde Delligsen, die südlichen Amtsorte gehören heute alle zur Stadt Einbeck, nachdem einige vor 1974 in die Samtgemeinde Auf dem Berge, andere von 1974 bis 2012 in Kreiensen eingemeindet gewesen waren.
1793 enthielt das Amt Greene 18 Dörfer und 1 Hüttenort mit insgesamt 13 Kirchen und Kapellen, 5 Pfarrsprengeln, 5 Gemeinschaftsunterkünften für Witwen  (Witwenhäuser), 12 Schulen, 1 Klosterhof, 4 einzelne Vorwerke, 8 Mahlmühlen, 2 Ölmühlen, 1 Papiermühle, 1 Glaspoliermühle, und 1 Kalkofen-Werk. 1793 wurden 586 Feuerstellen (Haushalte) mit 5.291 Bewohnern gezählt, 1799 war die Einwohnerzahl auf 5.382 gestiegen.

## Gemeinden
Die folgende Tabelle listet alle Gemeinden, die dem Amt Greene bis 1833 angehört haben. In Spalte 2 ist die Anzahl aller Einwohner im Jahre 1799 verzeichnet, in Spalte 3 ist zum Vergleich die Einwohnerzahl im Jahr 1910 verzeichnet, in Spalte 4 die heutige Gemeindezugehörigkeit.
| Altgemeinde   | Ew. 1799 | Ew. 1910 | Gemeinde heute | Anmerkung |
| ------------- | -------- | -------- | -------------- | --- |
| Ammensen      | 287      | 494      | Delligsen      | Kirchdorf |
| Bartshausen   | 149      | 196      | Einbeck        | Kirchdorf |
| Bruchhof      | 104      | 66       | Einbeck        | |
| Brunsen       | 217      | 332      | Einbeck        | Brunzen, Pfarr- und Kirchdorf |
| Brunser Krug  | 18       | -        | Einbeck        | eigenständiger Gasthof und Mühlenbeck mit einer Postexpedition und Zollhaus, östlich Brunsen an der Chaussee nach Einbeck, später nur noch Mühlenbeck |
| Delligsen     | 697      | 1.991    | Delligsen      | Pfarr- und Kirchdorf, mit 2 Mahlmühlen und 1 Papiermühle, 3 Krüge, 1 jüdische Handlung                                                                |
| Erzhausen     | 208      | 273      | Einbeck        | mit Außenhof des ehemaligen Zisterzienserklosters Amelunxborn                                                                                         |
| Garlebsen     | 153      | 212      | Einbeck        | Kirchdorf |
| Greene        | 775      | 1.292    | Einbeck        | Grene, Amts-Hauptort, Pfarr- und Kirchdorf |
| Hallensen     | 61       | 68       | Einbeck        | |
| Hohenbüchen   | 212      | 480      | Delligsen      | Töpferdorf mit 12 Töpfermeistern, 1833 zum Landkreis Holzminden                                                                                       |
| Holtershausen | 44       | 36       | Einbeck        | Holdeshusen, enger Bezug zum Augustinerkloster in Einbeck.                                                                                            |
| Ippensen      | 97       | 105      | Einbeck        | |
| Kaierde       | 571      | 963      | Delligsen      | Kirchdorf mit Mahlmühle und Ölmühle |
| Karlshütte    | 176      | -        | Delligsen      | landesherrliche Eisenerz-Hütte bei Delligsen, später Endhaltepunkt der Bahnstrecke Voldagsen–Delligsen                                                |
| Langenstruck  | 5        | -        | Einbeck        | Der lange Struck, eigenständiges Wirtshaus zwischen Naensen und Stroit an der Chaussee zu Einbeck                                                     |
| Markeldissen  | 53       | -        | Delligsen      | fürstliches Vorwerk mit 2 Mühlen im Hils bei Delligsen, 1833 zum Landkreis Holzminden                                                                 |
| Naensen       | 473      | 731      | Einbeck        | Pfarr- und Kirchdorf |
| Nienrode      | 27       | -        | Einbeck        | Außenhof zum Vorwerk Voldagsen |
| Stroit        | 263      | 564      | Einbeck        | Kirchdorf |
| Varrigsen     | 119      | 192      | Delligsen      | Vardegsen, auch Vardiessen, Kirchdorf |
| Voldagsen     | 99       | 182      | Einbeck        | Kirchdorf mit Vorwerk und 3 Mühlen |
| Weddehagen    | 10       | -        | Einbeck        | Vorwerk vor Naensen an der Grenze zum Hochstift Hildesheim                                                                                            |
| Wenzen        | 553      | 821      | Einbeck        | Pfarr- und Kirchdorf, mit herrschaftlichem Forsthaus (13 Bewohner)                                                                                    |